# RMCE-Kassettenaustauschverfahren
RMCE (engl. recombinase-mediated cassette exchange) ist ein Verfahren der reversen Genetik und dient zur systematischen Modifikation höherer Zellen durch gezielten Austausch von Genkassetten.

## Motivation
Die Produktion pharmazeutisch bedeutender Proteine wird häufig über die genetische Modifikation von Säugerzellen erreicht. Dies bedingt Techniken des Gentransfers und die effiziente Übersetzung der genetischen Information (Expression) in der Zielzelle. Auf analogen Prinzipien beruhen moderne Ansätze zur Gentherapie.
Herkömmliche Verfahren der Modifikation tierischer Zellen sind wenig zuverlässig, nicht zuletzt deshalb, weil epigenetische Grundprinzipien noch zu wenig bekannt sind: eingeschleuste Gene integrieren nur sporadisch in das Erbmaterial der Wirtszelle, und wenn sie es tun, dann oft an unpassenden Stellen. Infolgedessen wird das Fremdgen nicht oder nur unregelmäßig abgelesen oder bleibt inaktiv. Zu allem Überfluss lösen sich die neu eingebauten Gene oft wieder aus dem Wirtsgenom heraus, die Zellen werden instabil.

## Prinzip
Hier setzt das RMCE-Kassettenaustauschverfahren an, das Vektoren mit Werkzeugen der Hefe versieht:

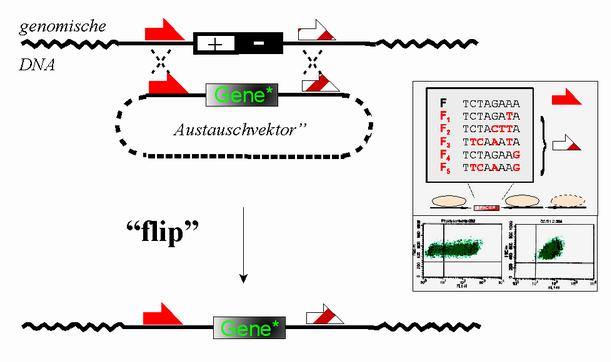
RMCE-Prinzip: Austausch genetischer Kassetten (flip), ermöglicht durch die RMCE Rekombinase (Flp) der Hefe. Der Einschub zeigt Mutanten (Fn) der natürlich vorkommenden FRT-Stelle (F), die, zu Sätzen (Fn, F; Halbpfeile) zusammengestellt, das Verfahren ermöglichen. Im unteren Teil des Einschubs werden Expressionscharakteristiken nach konventionellem Transfer (links) und aufgrund von RMCE (rechts) dargestellt.

In den meisten Hefestämmen gibt es ein 2-micron circle genanntes Gebilde, dessen Überleben durch die Rekombinase Flp mit ungewöhnlichen Eigenschaften garantiert wird. Vier Monomere Moleküle dieses Enzyms binden an zwei identische, kurze Erkennungsstellen (Flp-recombinase targets, FRT; rote Halbpfeile in der Abbildung) und führen zu deren Rekombination (crossover). Das Resultat dieses Vorganges ist (je nach der relativen Orientierung der FRT-Stellen)
- eine Inversion (Umdrehen der von zwei entgegengesetzt orientierten FRT-Stellen eingerahmten Sequenz),
- eine Deletion (auch Exzision oder Resolution genannt; Verlust einer von zwei gleichgerichteten FRTs eingerahmten Sequenz) oder, in Umkehr dieses Vorganges,
- eine ineffiziente Addition (auch Integration; Vereinigung zweier DNA-Segmente, die gleichartige FRT-Stellen tragen).

1994 konnte das Spektrum dieser Möglichkeiten erweitert werden. Hierfür wurden Mutanten (Fn; schraffierte Halbpfeile in der Abbildung) dieser FRT-Stellen (F) hergestellt, die untereinander so effizient wie zwei Wildtyp-Stellen rekombinieren. Eines zeigen sie nicht: eine Kreuzrekombination der Art F x Fn, die zur Deletion führen würde. Damit befinden wir uns in der Situation der Abbildung:
- ein beliebiges Gen (hier ein zusammengesetztes Selektionsgen) wird durch einen Satz aus FRT-Stellen, Fn und F, eingefasst; nach seiner Einführung in das Genom der Wirtszelle werden die Eigenschaften verschiedener Integrationsstellen charakterisiert und besonders geeignete Klone isoliert;
- das eigentlich interessierende Gen wird zwischen einen entsprechenden Satz an Fn und F Stellen (je ein roter und ein schraffierter Halbpfeil) kloniert und als Teil eines zirkulären Vektors in die Wirtszelle transferiert. Flp Rekombinase wird nun genutzt, um einen doppelt-reziproken crossover zu induzieren. Dies Verfahren dirigiert nach dem RMCE-Kassettenaustauschprinzip das interessierende Gen exakt an den vorbestimmten Ort, ein Prozess, der sich beliebig oft mit unterschiedlichen Konstrukten wiederholen lässt.

Dieses neue Verfahren gelangt nicht nur für die rationale Konstruktion biotechnologisch bedeutender Zelllinien Bedeutung, sondern wird auch zunehmend für die systematische Modifikation von Stammzellen eingesetzt, z. B. mit der Absicht, gezielt transgene Tiere zu schaffen.

### Übersichtsartikel
- A. Oumard, J. Qiao, T. Jostock, J. Li, J. Bode: Recommended Method for Chromosome Exploitation: RMCE-based Cassette-Exchange Systems in Animal Cell Biotechnology. In: Cytotechnology. Band 50, Nr. 1–3, 2006, S. 93–108. doi:10.1007/s10616-006-6550-0
- S. Turan, J. Kuehle, A. Schambach, C. Baum, J. Bode: Multiplexing RMCE: Versatile Extensions of the Flp-Recombinase-Mediated Cassette-Exchange Technology. In: J. Mol. Biol. 402 (1), 2010, S. 52–69. doi:10.1016/j.jmb.2010.07.015. PMID 20650281
- S. Turan, M. Galla, E. Ernst, J. Qiao, C. Voelkel, B. Schiedlmeier, C. Zehe, J. Bode: Recombinase-Mediated Cassette Exchange (RMCE): Traditional Concepts and Current Challenges. In: Journal of Molecular Biology. 407 (2), 2011, S. 193–221. doi:10.1016/j.jmb.2011.01.004. PMID 21241707
- S. Turan, J. Bode: Site-specific recombinases: from tag-and-target- to tag-and-exchange-based genomic modifications. In: FASEB J. 25, 2011, S. 4088–4107. doi:10.1096/fj.11-186940.
- S. Turan, C. Zehe, J. Kuehle, J. Qiao, J. Bode: Recombinase-Mediated Cassette Exchange (RMCE) - a rapidly-expanding toolbox for targeted genomic modifications. In: Gene. 515, 2013, S. 1–27. doi:10.1016/j.gene.2012.11.016